# Nemurella
Nemurella is een geslacht van steenvliegen uit de familie beeksteenvliegen (Nemouridae). De wetenschappelijke naam van het geslacht is voor het eerst geldig gepubliceerd in 1898 door Kempny.

## Soorten
Nemurella omvat de volgende soorten:
- Nemurella pictetii (Klapálek, 1900)